# Frank Grischek

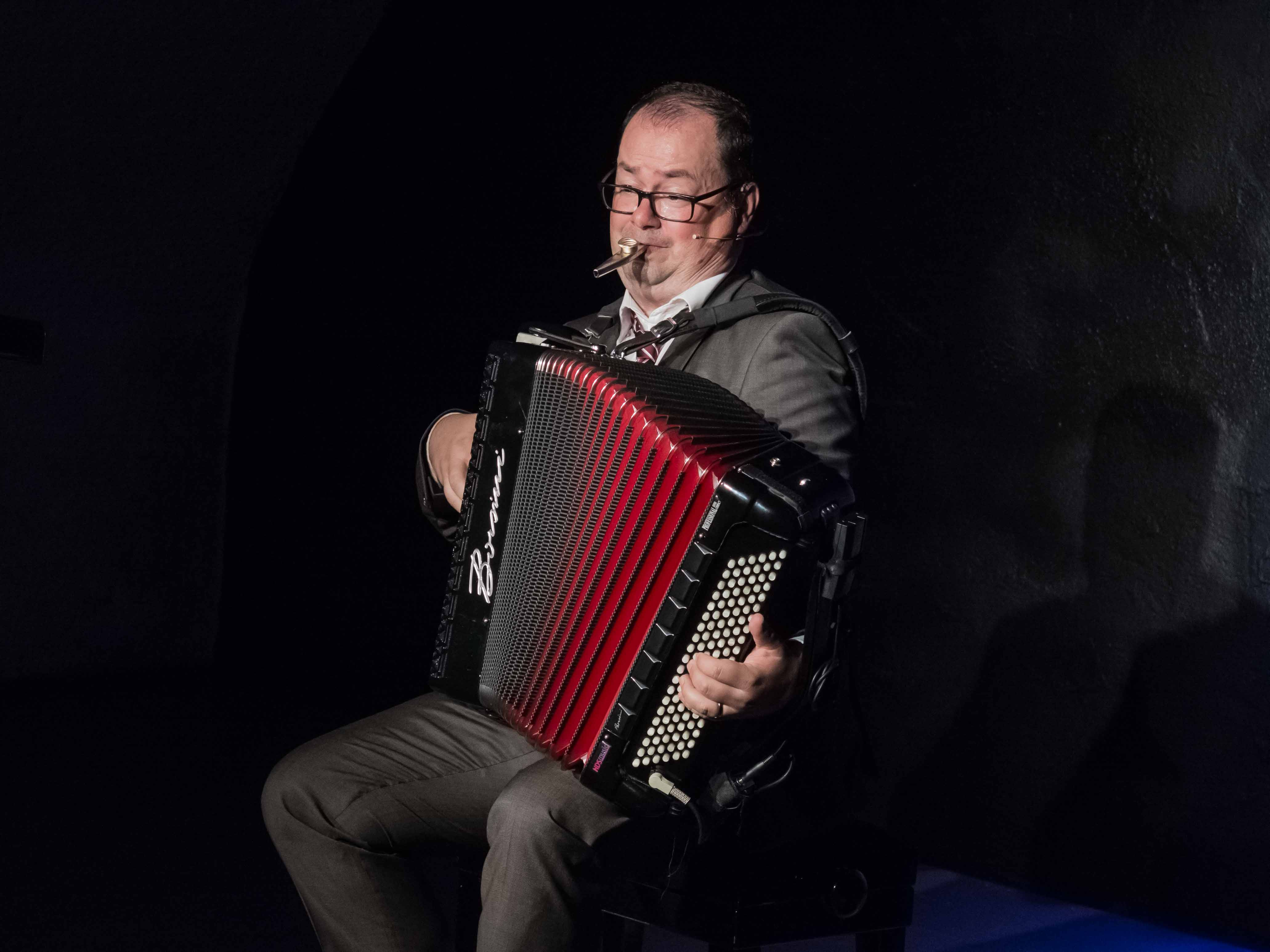
Frank Grischek im Kleinkunstkreis Donaueschingen (2014)

Frank Grischek (* 28. November 1971 in Hamburg) ist ein deutscher Musiker und Kabarettist.

## Leben
Bereits in jungen Jahren erhielt Frank Grischek eine musikalische Ausbildung am Akkordeon, Trompete und Klavier.
1990 gründete Grischek die Hamburger Irisch-Folk-Band „Roving  Bottles“ (Akkordeon, (Holzquer-)Flöte, Trompete, Klavier, Komponist), die drei CDs veröffentlichte.
Seit 1993 war er langjähriger Klavierbegleiter der Kabarettistin Käthe Lachmann.
Seit 2002 bestand eine Zusammenarbeit als Akkordeonist bei Henning Venske in über 30 Programmen, seit 2007 eine Zusammenarbeit mit Jochen Busse.
Seit 2012 tritt Grischek zudem als Bühnenkünstler mit Soloprogrammen auf.
Kennzeichnend für Grischeks Bühnenshows ist seine schlechte Laune, sein mit stoischer Miene vorgetragener staubtrockener Humor und seine beleidigten Berichte von seinen leidvollen Erfahrungen als Akkordeonist im Alltag. Unterbrochen von facettenreichem und virtuosem Akkordeonspiel, von Musettewalzer, Tango, Klassik bis hin zu Irish Folk.

## Bühnenprogramme
- 2012 Unerhört
- 2015 Der kann das. Akkordeon und nötige Wortbeiträge
- 2017 Akkordeon. Aber schön. Das Kabarettkonzert.
- 2019 Hauptsache, wir sind zusammen. Akkordeon-Kabarett.

## Auszeichnungen
- 1996: NDR Comedy-Preis, 1. Platz

## Veröffentlichungen

### CDs
- 2005: Solo
- 2008: Soweit
- 2013: Was zusammengehört
- 2019: The atlantic sea